# Музей на Павлос Мелас (Статица)
Музеят на Павлос Мелас (на гръцки: Μουσείο Παύλου Μελά) е мемориален музей в костурското село Статица, посветен на гръцкия офицер и основоположник на гръцката въоръжена пропаганда в Македония Павлос Мелас.
На 13 октомври 1904 година Мелас е убит в къща в Статица при сблъсък с османска потеря, за която се предполага, че е стигнала до селото, като е преследвала българската чета на Митре Влаха. В началото на 1970-те години ном Костур купува къщата от семейство Кандзакис и я превръща в музей, посветен на Мелас. Музеят е поддържан от дружеството Приятели на Музея на македонската борба и женски дружества. В експозицията могат да се видят вещи, принадлежали на семейството Кандзакис, както и оръжия от периода на борбата между българските и гръцките чети в Македония. Показани също са дрехи и фотографии на гръцки андартски бойци, действали в региона на Костурско.
- Експонати
- Униформа на гръцки андарт
- Експонати
- Пощенска картичка с лика на Мелас